# Eurete sacculiformis
Eurete sacculiformis är en svampdjursart som beskrevs av Okada 1932. Eurete sacculiformis ingår i släktet Eurete och familjen Euretidae.
Artens utbredningsområde är havet kring Japan. Inga underarter finns listade i Catalogue of Life.